# Unter Männern
Unter Männern (Englischer Originaltitel: In the Company of Men) ist eine dreiteilige britische Dokumentarfilm-Miniserie der Regisseurin Molly Dineen (* 1959) von 1995. Die Aufnahmen entstanden zum Teil auf einer Parade zum 50. Jahrestag der Befreiung Brüssels von der deutschen Besatzung sowie in der 5. Kompanie (The Prince of Wales Company) der Welsh Guards während des Nordirlandkonflikts. Die deutsche Fassung enthält nur Teil 1, The Commander und Teil 3, The Brotherhood. Die Erstausstrahlung erfolgte am 19. Oktober 1995 auf BBD, die deutsche am 7. November 1997 auf WDR III.

## Handlung

### Teil 1: The Commander
1994. Major Crispin Black (* 1960) ist der Kompaniechef der Prince of Wales-Kompanie der Welsh Guards. Crispin – Regisseurin Dineen und Major Black duzen sich – erklärt dem Filmteam, dass Prinz Charles mit dem Rang eines Obersts der formelle Kompaniechef ist, Königin Elisabeth II. formal die Regimentschefin. Wie andere Angehörige der Welsh Guards war Crispin 1982 im Falklandkrieg eingesetzt, wo die Garde bei der Beschießung des Landungsschiff HMS Sir Galahad durch Kampfflugzeuge der Fuerza Aérea Argentina schwere Verluste erlitt.
Das Filmteam begleitet Black und seinen Stellvertreter, Captain Matthew Rees, bei dem Einsatz der Kompanie in Nordirland. In Rosslea muss der bombensichere Neubau einer Station der Royal Ulster Constabulary (RUC) abgesichert werden, um die Polizisten und Bauarbeiter vor einem Mörserangriff der IRA zu schützen. Im RUC-Gebäude selbst dürfen aus Sicherungsgründen keine Filmaufnahmen gemacht werden. Die Kompanie ist jedoch auf dem Gelände der Station untergebracht, was Black zu dem sarkastischen Kommentar veranlasst, dass eine der modernsten Armeen der Welt in einem Fort lebe und auf den Angriff der Apachen warte.
Gezeigt werden die Langeweile und die Strapazen des Wachdienstes bei nasskalter Witterung rund um die Baustelle. An einem Feiertag müssen sich die Soldaten angesichts von betrunkenen und aggressiven katholischen Nationalisten zurückziehen, die in den Gardisten eine Besatzungstruppe sehen. Eines Nachts wird ein Alarm ausgelöst. Die IRA hat in der Nähe eine Mörsergranate abgefeuert, so dass Kontrollstellen eingerichtet werden müssen.

### Teil 2: The Novice
Teil 2 wurde nicht in die deutsche Fassung montiert; die Gründe sind unbekannt. Das Filmteam begleitet den 24-jährigen Captain Bruce McInnes beim Dienstantritt in seiner Kompanie.

### Teil 3: The Brotherhood
Nach einem Einsatz in South Armagh/County Armagh kehrt die Kompanie in ihr Standquartier in Bellykelly im County Londonderry zurück; der Einsatz durfte vom Filmteam nicht begleitet werden. Gegen zwei Soldaten wird ein Disziplinarverfahren wegen einem Wachvergehen im Einsatzgebiet eingeleitet. Ältere Unteroffiziere berichten über ihren Einsatz im Falklandkrieg, als die Welsh Guards über 30 Mann auf der Sir Galahad verloren. Ein Sergeant erklärt dem Filmteam die Unterschiede im Umgang mit den heutigen Soldaten im Gegensatz zu deren Vätergeneration, die bis 1963 der Wehrpflicht unterlag.
Anlässlich einer Feier besucht Prinz Charles die Truppe und zeichnet einige Angehörige mit Orden aus. Nach dem Einsatz in Nordirland bereitet sich die Kompanie auf ihre Teilnahme an der Siegesparade in Brüssel vor. In Belgien legen die Soldaten auf einer Kriegsgräberstätte Kränze und Blumen für die gefallenen Angehörigen des Regiments aus dem Ersten Weltkrieg nieder.

## Produktionsgeschichte
Obwohl das Filmteam eine Dreherlaubnis der Britischen Armee besaß, gab es Einschränkungen, die im Film auch benannt werden. So durften aus Sicherheitsgründen RUC-Angehörige oder ihre Diensträume in Rosslea nicht aufgenommen werden. Auch durften Operationen der Kompanie nicht begleitet werden; im Film werden die Soldaten daher im täglichen Patrouillendienst in Killyvilly/Enniskillen aufgenommen. Dabei werden auch die Spannungen zwischen dem katholischen Bevölkerungsteil und den Soldaten sichtbar. Major Black versucht diese Spannungen durch ein betont zurückhaltendes Auftreten der Soldaten zu mindern.
In einem Making-of von ca. 2004 erklärt Black, dass ein derartiger Film heutzutage zum Beispiel im Afghanistankrieg aufgrund von Vorgaben des Militärs und des Sicherheitsrisikos für das Filmteam nicht mehr möglich sei.